# Cartaxo
Cartaxo este un oraș în Districtul Santarém, Portugalia.